# Ostheim vor der Rhön
Ostheim vor der Rhön é um município da Alemanha, situado no distrito de Rhön-Grabfeld, no estado da Baviera. Tem 40,73 km² de área, e sua população em 2019 foi estimada em 3.305 habitantes.